# Marcelo Pazzini
Marcelo Pazzini, mais conhecido como Pança (Belo Horizonte, 1 de janeiro de 1957) é um futebolista de salão brasileiro aposentado, que atuava como goleiro.

## Carreira
Pança atuou durante anos no clube Gercan de São Paulo, conquistando três títulos estaduais.
Com a Seleção Brasileira participou de três campeonatos mundiais, o primeiro em 1982 onde o Brasil foi o campeão; em 1985, quando conquistou o bicampeonato; e em 1988, quando a seleção brasileira perdeu a final para o Paraguai.

## Títulos
Seleção brasileira
- Campeonato Mundial - 1982, 1985